# 王夢錫
王夢錫（16世紀—17世紀），字訥吾、錫侯，南直隸鎮江府金壇縣人，明朝、南明政治人物。

## 生平
天啟四年（1624年），王夢錫中式甲子科應天鄉試舉人，次年（1625年）聯捷進士，獲授工部主事，歷任員外郎、郎中，外調江西南瑞僉事、廣東參政、廣東按察使和四川右布政使。
弘光帝繼位，召用王夢錫為添註太僕少卿，擢官太常卿、副都御史，因貪污被彈劾，同時又因和張捷有姻親關係被降級。南京失陷，他前往紹興謁見監國魯王，代替李白春為戶部尚書，盡力接濟沈宸荃的兵餉，兼任兵部尚書。紹興失守，他在南京半壁庵出家，到鄭成功攻南京時計劃為其內應，事發被殺害；他的僕人朱遵義保護其家人而被擒，嚴刑下不屈被殺。

## 引用
1. 1 2  錢海岳《南明史·卷八十一·列傳第五十七》：王夢錫，字訥吾，金壇人。天啟五年進士。授工部主事，歷員外郎、郎中，出為南瑞僉事，轉廣東按察使、四川右布政使。安宗立，召添註太僕少卿，擢太嘗卿、副都御史。以貪墨被糾，又坐張捷姻戚降級。南京亡，謁紹興，代李白春為戶部尚書，力濟沈宸荃兵餉，兼兵部。紹興亡，為僧南京半壁庵。鄭成功攻南京，謀內應死。僕朱遵義護其家並子，被執嚴刑不屈。
2. ↑  光緒《金壇縣志·卷八·選舉志》：天啟五年 余煌榜……王夢錫 字錫侯，授工部主事，厯廣東參政、四川布政使……天啟四年 解元周鑣……王夢錫 見進士